# Ann Kirkpatrick
Ann Kirkpatrick, née le 24 mars 1950 à McNary (Arizona), est une femme politique américaine membre du Parti démocrate. Elle est représentante fédérale de l'Arizona de 2013 à 2017 et de 2019 à 2023.

## Biographie
Kirkpatrick est élue en 2004 à Chambre des représentants de l'Arizona, où elle représente Flagstaff et la réserve des Navajos. Réélue pour un second mandat en 2006, elle démissionne l’année suivante pour se présenter aux élections de 2008 à la Chambre des représentants fédérale. Elle est candidate dans le 1er district de l'Arizona, où le républicain sortant Rick Renzi (en) ne se représente pas. La circonscription, d'une superficie comparable à l'Iowa, correspond au quart nord-est de l'État et tend plutôt vers le Parti républicain. Elle est élue avec  55,9 % des voix, alors que les démocrates gagnent 21 sièges au niveau national.
Elle est battue lors des élections de 2010, remportées par une vague républicaine. Elle obtient 43,7 % des suffrages contre 49,7 % au républicain Paul Gosar et 6,6 % à la libertarienne Nicole Patti. Elle récupère de peu son siège en 2012, réunissant 48,8 % des suffrages face à Jonathan Paton (45,1 %). Gosar était candidat dans un autre district, à la suite du redécoupage des circonscriptions. Elle est réélue en 2014 avec 5 points d'avance sur Andy Tobin, malgré une nouvelle vague républicaine, notamment grâce à ses liens avec la communauté Navajo,.
Elle se présente à l'élection sénatoriale de 2016 face au sénateur républicain sortant John McCain. Bien que l'élection soit considérée la plus compliquée de la carrière de McCain, le sénateur est facilement réélu, devançant Kirkpatrick de 13 points. La démocrate est même distancée dans sa circonscription (46 % contre 49 %).
Après sa défaite, Kirkpatrick déménage à Tucson, dans le sud de l'Arizona. Durant l'été 2017, elle annonce sa candidature dans le 2e district face à la représentante républicaine Martha McSally. La représentante sortante se présente finalement au Sénat et le district devient l'une des meilleures chances de bascule démocrate du pays, la circonscription ayant préféré Hillary Clinton à Donald Trump en 2016. Durant la primaire, Kirkpatrick affronte notamment le candidat démocrate de 2016 Matt Heinz. Elle remporte la nomination démocrate avec 41 % des suffrages.
Elle est élue représentante lors du scrutin du 6 novembre 2018 avec 53,3 % des voix face à la candidate républicaine Lea Márquez Peterson. Elle est réélue en 2020, avant d'annoncer qu'elle ne sera pas candidate à un nouveau mandat pour les élections de 2022.

## Historique électoral

### Chambre des représentants
| Année | Ann Kirkpatrick | Républicain | Indépendants | Libertarien |
| ----- | --------------- | ----------- | ------------ | ----------- |
| Année |                 |             |              |             |
| 2008  | 55,9 %          | 39,4 %      | 3,4 %        | 1,3 %       |
| 2010  | 43,7 %          | 49,7 %      | —            | 6,6 %       |
| 2012  | 48,8 %          | 45,1 %      | —            | 6,1 %       |
| 2014  | 52,6 %          | 47,4 %      | —            | —           |
| 2018  | 53,3 %          | 46,7 %      |              |             |
| 2020  | 55,1 %          | 44,9 %      |              |             |

### Sénat
| Année | Ann Kirkpatrick (D) | John McCain (R) | Gary Swing (V) | Write-in |
| ----- | ------------------- | --------------- | -------------- | -------- |
| Année |                     |                 |                |          |
| 2016  | 40,7                | 53,7            | 5,5            | 0,1      |